# Gianluca Scamacca
Gianluca Scamacca (Róma, 1999. január 1. –) olasz labdarúgó, az Atalanta játékosa.

## Pályafutása

### Klubcsapatokban
Az SS Lazio, az AS Roma korosztályos csapataiban nevelkedett 2015-ig, ekkor a PSV Eindhoven akadémiájára került. 2016. január 22-én mutatkozott be a Jong PSV színeiben a VVV-Venlo ellen. 2017 januárjában igazolt az olasz Sassuolo csapatába, ahol először a korosztályos csapatokban kapott lehetőséget. 2017. október 29-én mutatkozott be az első csapatban az élvonalban az SSC Napoli ellen, a 85. percben Diego Falcinelli cseréjeként. 2018 januárjában kölcsönbe került az US Cremonese csapatához. Február 3-án mutatkozott be a Pro Vercelli elleni mérkőzésen. Április 14-én az US Città di Palermo ellen megszerezte első gólját az 1–1-re végződő bajnoki mérkőzésen. A kölcsönszerződés lejárta után visszatért a Sassuolo csapatához, de a klub kölcsönadta a holland PEC Zwolle csapatának. Szeptember 2-án debütált az FC Groningen elleni holand első osztályú bajnoki mérkőzésen. 2019 januárjában visszatért olasz klubjához. 2019. július 13-án kölcsönbe került az Ascoli csapatához. 2020. október 2-án a Genoa csapatába került kölcsönbe. 2022. július 26-án ötévre szerződtette az angol West Ham United. Augusztus 7-én a Manchester City ellen 2–0-ra elvesztett bajnoki mérkőzésen mutatkozott be Michail Antonio cseréjeként. Augusztus 18-án megszerezte első gólját a dán Viborg elleni Konferencia Liga találkozón. Október 1-jén a Wolverhampton Wanderers ellen 2–0-ra megnyert mérkőzésen az első bajnoki gólját szerezte meg. 2023. június 7-én csapatával megnyerték a Konferencia Ligát az olasz ACF Fiorentina ellen.
Augusztus 7-én az Atalanta 25 millió euróért, valamint bónuszokkal további ötmillióért igazolta le. 2024. május 22-én a német Bayer Leverkusen ellen megnyerte csapatával az Európa-ligát.

### A válogatottban
Tagja volt a 2015-ös és a 2016-os U17-es labdarúgó-Európa-bajnokságon résztvevő keretnek. Részt vett a 2018-as U19-es labdarúgó-Európa-bajnokságon az U19-es válogatott tagjaként, amely ezüstérmesként végzett a Finnországban megrendezett tornán. Részt vett a 2019-es U20-as labdarúgó-világbajnokságon, ahol a negyedik helyen végeztek, miután a bronzmérkőzésen 1–-ra kikaptak Ecuador ellen.
2024. június 6-án bekerült a 2024-es labdarúgó-Európa-bajnokságra utazó végleges keretbe.

## Sikerei, díjai
- West Ham United
  - UEFA Konferencia Liga: 2022–23[27]

- Atalanta
  - Európa-liga: 2023–24